# Gaston Cornereau
Louis Gaston Cornereau, né le 31 août 1888 à Gannat et mort le 5 juillet 1944 à Chemilly, est un épéiste français.

## Carrière
Gaston Cornereau est médaillé d'argent en épée individuelle au Championnat international d'escrime 1921 à Paris et médaillé de bronze de la même épreuve au Championnat international d'escrime 1922 à Paris. Aux Jeux olympiques d'été de 1924 à Paris, il termine quatrième du tournoi d'épée individuelle.